# دغناش برتقالي
دغناش برتقالي (الاسم العلمي: Pyrrhula aurantiaca)، هو نوع من الطيور المغردة يتبع جنس الدغانيش من فصيلة الشرشوريات ضمن رتبة العصفوريات. يتواجد في الهند وباكستان. ويعيش في الغابات ذات المناخ المعتدل.